# Charles Augustin Pioche
Pour les articles homonymes, voir Pioche (homonymie).
Charles Augustin Pioche né à Metz le 2 septembre 1762 et mort dans la même ville le 15 février 1839 est un sculpteur français.
Il fut actif en Lorraine entre 1790 et 1839.

## Biographie
Charles Augustin Pioche est le fils du peintre Jean-Baptiste Pierre Pioche (lb) (Paris, vers 1735-Luxembourg, 1810) et de  Marie Thérèse Mangin, mariés à Metz à la paroisse Saint-Marcel le 30 novembre 1757. Par sa mère, il est le petit-fils du peintre et graveur lorrain François Léopold Mangin et de son épouse Anne Sigisbert Cramoisy.
Charles Augustin Pioche entre à l'Académie royale de peinture et de sculpture à Paris où il est élève de Charles-Antoine Bridan et obtient le deuxième prix de Rome de sculpture en 1789.
Il poursuit ensuite sa carrière en Lorraine. Pioche sculpte notamment des bas-reliefs, place Saint-Louis, les sculptures du portail et du fronton de la façade principale de l'ancien hôtel de l'Intendance de la généralité de Metz, ou encore le buste du fils du général Servan. On lui attribue aussi des tableaux représentant des scènes bibliques.
Charles Augustin Pioche meurt dans sa ville natale le 15 février 1839. 